# Right Action
Right Action è un singolo del gruppo musicale scozzese Franz Ferdinand, pubblicato nel 2013.

## Tracce
Download digitale
1. Right Action – 3:03 (Bob Hardy, Alex Kapranos, Nick McCarthy)

7"
1. Right Action – 3:01 (Bob Hardy, Alex Kapranos, Nick McCarthy)
2. Love Illumination – 3:44 (Alex Kapranos, Nick McCarthy)

EP digitale (UK)
1. Right Action – 3:02 (Bob Hardy, Alex Kapranos, Nick McCarthy)
2. Love Illumination – 3:44 (Alex Kapranos, Nick McCarthy)
3. Right Action (live) – 3:02 (Bob Hardy, Alex Kapranos, Nick McCarthy)
4. Stand on the Horizon (live) – 4:15 (Alex Kapranos, Nick McCarthy)

## Formazione
- Alex Kapranos - voce, chitarra
- Bob Hardy - basso
- Nick McCarthy - chitarra, voce, tastiera
- Paul Thomson - batteria

## Classifiche
| Classifica (2013)          | Posizione massima |
| -------------------------- | ----------------- |
| Giappone                   | 22                |
| Regno Unito (independent)  | 39                |
| Stati Uniti (alternative)  | 28                |
| Stati Uniti (rock airplay) | 43                |